# Carabodes basilewskyi
Carabodes basilewskyi är en kvalsterart som beskrevs av Balogh 1958. Carabodes basilewskyi ingår i släktet Carabodes och familjen Carabodidae. Inga underarter finns listade.